# Helicopsyche piroa
Helicopsyche piroa is een schietmot uit de familie Helicopsychidae. De soort komt voor in het Nearctisch gebied.